# Артемар
Артемар (фр. Artemare) — коммуна во французском департаменте Эн, округ Белле, кантон Шампань-ан-Вальроме.

## Географическое положение
Артемар лежит на высоте 258 м над уровнем моря, в 13 км севернее города Белле, в горах Юры. Деревня расположена в долине реки Серан, впадающей затем в Рону. Западнее деревни Серан падает с высоты 70 м из ущелья в долину.

## История
Уже при римлянах территория была заселена. В средние века Артемар принадлежал графам Савойским, а по Лионскому договору 1601 года отошёл во владение Франции.

## Население
Население коммуны на 2010 год составляло 1126 человек.
| 1962 | 1968 | 1975 | 1982 | 1990 | 1999 | 2010 |
| ---- | ---- | ---- | ---- | ---- | ---- | ---- |
| 743  | 838  | 810  | 914  | 961  | 970  | 1126 |

## Достопримечательности
В Артеморе находятся два замка. Стоит посетить водопад на реке Серан.

## Экономика и промышленность
Население занято преимущественно в сельском хозяйстве.